# Vere Gordon Childe
Vere Gordon Childe (Sídney, 14 de abril de 1892-Blackheat, 19 de octubre de 1957) fue un arqueólogo y filólogo australiano especializado en el estudio de la prehistoria europea. Dedicó la mayor parte de su vida a la investigación académica en el Reino Unido; en la Universidad de Edimburgo primero y en el Instituto de Arqueología de Londres después. En total escribió 36 libros y fue uno de los primeros teóricos de la arqueología histórico-cultural y de la arqueología marxista.
Nacido en una familia australiana de clase media y de ascendencia inglesa, cursó estudios clásicos en la Universidad de Sídney antes de trasladarse a Inglaterra donde se licenció en arqueología clásica por la Universidad de Oxford. Durante esos años se unió al movimiento socialista e hizo campaña contra la Primera Guerra Mundial, pues la veía como un conflicto auspiciado por las potencias europeas en defensa de sus intereses imperialistas en detrimento de la clase obrera. En 1917 regresó a Australia, pero debido a su activismo político se le prohibió ejercer como profesor universitario. En su lugar entró en el Partido Laborista y trabajó durante dos años como asistente de John Storey, primer ministro del Estado de Nueva Gales del Sur. Tras esta etapa, publicó un libro en el que analizaba críticamente las políticas laboristas y se unió al sindicato Industrial Workers of the World (IWW). En 1921 regresó a Europa y se estableció en Londres, donde ejerció como bibliotecario en el Royal Anthropological Institute y continuó investigando la prehistoria europea a través de varios viajes por el continente. Asimismo publicó diversos trabajos en los que introdujo por primera vez en la comunidad arqueológica británica el concepto de Historicismo cultural, ya presente en la arqueología europea continental. 
Entre 1927 y 1946 fue profesor de Arqueología en la Universidad de Edimburgo y de 1957 director del Instituto de Arqueología de Londres. Durante estas tres décadas supervisó numerosas excavaciones en Escocia y en Irlanda del Norte, especialmente en las islas Orcadas. Allí estudió el Neolítico a partir del yacimiento de Skara Brae y las tumbas de cámara de Maeshowe y Quoyness. Paralelamente, publicó con bastante frecuencia memorias de excavación, artículos científicos y libros. En 1934 fundó junto a Stuart Piggot y a Grahame Clark The Prehistoric Society, una sociedad arqueológica de la que fue su primer presidente. Tampoco renunció a su ideología; se acercó al marxismo y utilizó los planteamientos del materialismo histórico para interpretar el registro arqueológico. En esta misma línea, no ocultó sus simpatías hacia la Unión Soviética y visitó el país en numerosas ocasiones, si bien cambió de postura tras la Revolución húngara de 1956. Tras su jubilación regresó a Australia, donde se suicidó en octubre de 1957.
Childe ha sido ampliamente reconocido como uno de los arqueólogos y prehistoriadores más importantes de su generación. Recibió el sobrenombre de «gran sintetizador» por haber condensado y enfocado la investigación regional hacia un marco más amplio como es la prehistoria de Europa y de Oriente Próximo. Igualmente reseñable es su énfasis en el carácter revolucionario del desarrollo económico y tecnológico de las sociedades humanas, reflejado en los conceptos de Revolución neolítica y Revolución urbana los cuales se inspiran en el marxismo.

## Obras
- El amanecer de la civilización europea (1925). Edición española: Los orígenes de la civilización europea. Madrid, Ed. Ciencia Nueva, 1968.
- El Danubio en la prehistoria (1929)
- La Edad del Bronce (1930)
- Nueva luz en el antiguo oriente (1935)
- Prehistoria de Escocia (1935)
- Los orígenes de la civilización (1936)
- Comunidades prehistóricas de las islas británicas (1940, 2.ª edición 1947)
- ¿Qué pasó en la historia? (1942)
- La historia de las herramientas (1944)
- Progreso y Arqueología (1944, 1945)
- Historia (1947)
- Social Evolution (1951). Edición española: La evolución de la sociedad. Madrid, Ed. Ciencia Nueva, 1965.